# Варнавино (Смоленская область)
Варнавино — деревня в Демидовском районе Смоленской области России. Входит в состав Шаповского сельского поселения. Население — 3 жителя (2007 год). 
Расположена в северо-западной части области в 26 км к северо-востоку от Демидова, в 30 км восточнее автодороги Р133 Смоленск — Невель, на берегу реки Тхоринка. В 56 км южнее деревни расположена железнодорожная станция Ракитная на линии Москва — Минск.
В деревне родился Герой Советского Союза Дмитрий Кузнецов.

## История
В годы Великой Отечественной войны деревня была оккупирована гитлеровскими войсками в июле 1941 года, освобождена в сентябре 1943 года.